# Division III du Championnat du monde féminin de hockey sur glace 2020
Navigation
Division QIIB en 2019 Division IIB en 2021
Le tournoi de la Division III du Championnat du monde féminin de hockey sur glace 2020 se déroule à Sofia en Bulgarie du 4 au 10 décembre 2019.

## Format de la compétition
Le Championnat du monde féminin de hockey sur glace est un ensemble de plusieurs tournois regroupant les nations en fonction de leur niveau. Les meilleures équipes disputent le titre dans la Division Élite.
Les 10 équipes de la Division Élite sont réparties en deux groupes de 5 : les mieux classées dans le groupe A et les autres dans le groupe B. Chaque groupe est disputé sous la forme d'un championnat à matches simples. Les 5 équipes du groupe A sont qualifiés d'office pour les quarts de finale, de même que les 3 premiers du groupe B. Les 2 derniers du groupe B sont relégués en division inférieure lors de l'édition 2020.
Pour les autres divisions qui comptent 6 équipes, les équipes s’affrontent entre elles et, à l'issue de cette compétition, le premier est promu dans la division supérieure et le dernier est relégué dans la division inférieure, sauf dans la Division III où il n'y a pas de relégation.
Lors des phases de poule, les points sont attribués ainsi :
- 3 points pour une victoire dans le temps réglementaire ;
- 2 points pour une victoire en prolongation ou aux tirs de fusillade ;
- 1 point pour une défaite en prolongation ou aux tirs de fusillade ;
- 0 point pour une défaite dans le temps réglementaire.

## Officiels
La fédération internationale a désigné 11 officiels pour ce tournoi.
| Arbitres                                                               | Juges de ligne |
| ---------------------------------------------------------------------- | --- |
| - Gabrielle Aston - Shauna Neary - Rita Rygh - Laura White             | \| - Anastasia Tanasevich - Aino Härkönen - Lorna Beresford - Nina Refset \| - Yulia Lavelina - Ines Confidenti - Michelle Müller \| |
| - Anastasia Tanasevich - Aino Härkönen - Lorna Beresford - Nina Refset | - Yulia Lavelina - Ines Confidenti - Michelle Müller                                                                                 |

## Matches
| 4 décembre | Afrique du Sud | 4-11 (1-4, 0-5, 3-2) | Roumanie | Winter Sports Palace 233 spectateurs |

| Feuille de match                                    | Feuille de match | Feuille de match                                                 | Feuille de match | Feuille de match                                                           |
| --------------------------------------------------- | --- | ---------------------------------------------------------------- | --- | -------------------------------------------------------------------------- |
|                                                     | - Schuurman — 6 min 38 s - Rhode (Schuurman) — 45 min 50 s Jamieson (van Doesburgh) — 47 min 41 s Rhode (Schuurman, van Doesburgh) — 54 min 27 s (IN) - | 0–1 0–2 1–2 1–3 1–4 1–5 1–6 1–7 1–8 1–9 1–10 2–10 3–10 4–10 4–11 | Elekes (Dávid, Barta) — 3 min 15 s Voicu — 5 min 31 s - Oprea (Popescu, Barta) — 14 min 55 s Dávid (Popsescu, Bálint) — 18 min 44 s (SN) Bálint (Popescu, Oprea) — 24 min 8 s Laczkó-Szabó (Csiszér, Voicu) — 24 min 27 s (JS) Elekes (Sârbu, Szopos) — 26 min 20 s Dávid — 30 min 12 s (IN) Csiszér (Voicu, Laczkó-Szabó) — 38 min 33 s Voicu (Laczkó-Szabó, Szopos) — 42 min 19 s - Csiszér (Voicu, Laczkó-Szabó) — 58 min 20 s | Arbitrage : Laura White Juges de lignes : Aino Härkönen et Michelle Müller |
| Swanepoel (26 min 20 s) van der Merwe (33 min 10 s) | Gardiens | Kurkó (36 min 40 s) Nadina Niciu (23 min 20 s)                   | | Arbitrage : Laura White Juges de lignes : Aino Härkönen et Michelle Müller |
| 4 min                                               | Pénalités | 6 min                                                            | | Arbitrage : Laura White Juges de lignes : Aino Härkönen et Michelle Müller |
| 19                                                  | Tirs | 27                                                               | | Arbitrage : Laura White Juges de lignes : Aino Härkönen et Michelle Müller |

| 4 décembre | Lituanie | 4-1 (2-1, 0-0, 2-0) | Hong Kong | Winter Sports Palace 280 spectateurs |

| Feuille de match | Feuille de match                                                                                              | Feuille de match    | Feuille de match             | Feuille de match                                                       |
| ---------------- | --- | ------------------- | ---------------------------- | ---------------------------------------------------------------------- |
|                  | - Miuller (Kukanova) — 8 min 18 s Miuller — 9 min 58 s (IN) Šeršniova — 52 min 13 s Miuller — 58 min 2 s (SN) | 0-1 1-1 2-1 3-1 4-1 | Ip (A. Li, So) — 4 min 6 s - | Arbitrage : Rita Rygh Juges de lignes : Lorna Beresford et Nina Refset |
| Simonsen         | Gardiens | Fok                 |                              | Arbitrage : Rita Rygh Juges de lignes : Lorna Beresford et Nina Refset |
| 10 min           | Pénalités | 8 min               |                              | Arbitrage : Rita Rygh Juges de lignes : Lorna Beresford et Nina Refset |
| 15               | Tirs | 32                  |                              | Arbitrage : Rita Rygh Juges de lignes : Lorna Beresford et Nina Refset |

| 4 décembre | Belgique | 4-2 (2-0, 1-2, 1-0) | Bulgarie | Winter Sports Palace 410 spectateurs |

| Feuille de match | Feuille de match | Feuille de match        | Feuille de match                                                                              | Feuille de match                                                                  |
| ---------------- | --- | ----------------------- | --------------------------------------------------------------------------------------------- | --------------------------------------------------------------------------------- |
|                  | de Guchtenaere (Vetters) — 45 s L. Bosmans (Boon, Clincke) — 1 min 43 s - de Guchtenaere (F. Bosmans, Jenaer) — 32 min 59 s (SN) de Guchtenaere (Horemans) — 43 min 52 s | 1-0 2-0 2-1 2-2 3-2 4-2 | - Dilova (Stoyanova, Lisichkova) — 21 min 54 s (SN) Metanova (Zareva, Monova) — 26 min 46 s - | Arbitrage : Shauna Neary Juges de lignes : Yulia Lavelina et Anastasia Tanasevich |
| de Wageneer      | Gardiens | Georgieva               |                                                                                               | Arbitrage : Shauna Neary Juges de lignes : Yulia Lavelina et Anastasia Tanasevich |
| 8 min            | Pénalités | 10 min                  |                                                                                               | Arbitrage : Shauna Neary Juges de lignes : Yulia Lavelina et Anastasia Tanasevich |
| 35               | Tirs | 13                      |                                                                                               | Arbitrage : Shauna Neary Juges de lignes : Yulia Lavelina et Anastasia Tanasevich |

| 5 décembre | Roumanie | 2-1 (pr) (0-0, 1-1, 0-0, 1-0) | Hong Kong | Winter Sports Palace 35 spectateurs |

| Feuille de match | Feuille de match                                             | Feuille de match | Feuille de match                         | Feuille de match                                                             |
| ---------------- | ------------------------------------------------------------ | ---------------- | ---------------------------------------- | ---------------------------------------------------------------------------- |
|                  | - Popescu — 39 min 49 s Voicu (Adorján) — 63 min 39 s (2 SN) | 0-1 1-1 2-1      | Ip (A. Li, Leung) — 35 min 22 s (2 SN) - | Arbitrage : Gabrielle Aston Juges de lignes : Ines Confidenti et Nina Refset |
| Niciu            | Gardiens                                                     | Chau             |                                          | Arbitrage : Gabrielle Aston Juges de lignes : Ines Confidenti et Nina Refset |
| 24 min           | Pénalités                                                    | 24 min           |                                          | Arbitrage : Gabrielle Aston Juges de lignes : Ines Confidenti et Nina Refset |
| 27               | Tirs                                                         | 14               |                                          | Arbitrage : Gabrielle Aston Juges de lignes : Ines Confidenti et Nina Refset |

| 5 décembre | Belgique | 3-4 (2-1, 1-1, 0-2) | Afrique du Sud | Winter Sports Palace 231 spectateurs |

| Feuille de match | Feuille de match | Feuille de match            | Feuille de match | Feuille de match                                                                  |
| ---------------- | --- | --------------------------- | --- | --------------------------------------------------------------------------------- |
|                  | - Maka (Fransen, Willemot) — 6 min 56 s de Guchtenaere (Jenaer) — 11 min 59 s - F. Bosmans (de Guchtenaere, Leyen) — 33 min 14 s - | 0-1 1-1 2-1 2-2 3-2 3-3 3-4 | Schuurman (Rhode, Verwey) — 31 s - Rhode (van Doesburgh, Verwey) — 20 min 40 s - Brits (Loubser, Verwey) — 53 min 25 s Schuurman (Rhode) — 56 min 27 s | Arbitrage : Laura White Juges de lignes : Lorna Beresford et Anastasia Tanasevich |
| Swinnen          | Gardiens | Swanpoel                    | | Arbitrage : Laura White Juges de lignes : Lorna Beresford et Anastasia Tanasevich |
| 8 min            | Pénalités | 2 min                       | | Arbitrage : Laura White Juges de lignes : Lorna Beresford et Anastasia Tanasevich |
| 29               | Tirs | 18                          | | Arbitrage : Laura White Juges de lignes : Lorna Beresford et Anastasia Tanasevich |

| 5 décembre | Bulgarie | 2-1 (0-0, 1-1, 1-0) | Lituanie | Winter Sports Palace 310 spectateurs |

| Feuille de match | Feuille de match                                             | Feuille de match | Feuille de match                                      | Feuille de match                                                             |
| ---------------- | ------------------------------------------------------------ | ---------------- | ----------------------------------------------------- | ---------------------------------------------------------------------------- |
|                  | - Lisichkova (Popova) — 31 min 53 s Lisichkova — 56 min 43 s | 0-1 1-1 2-1      | Šeršniova (Karpavičiūtė, Burneikaitė) — 28 min 21 s - | Arbitrage : Shauna Neary Juges de lignes : Yulia Lavelina et Michelle Müller |
| Georgieva        | Gardiens                                                     | Simonsen         |                                                       | Arbitrage : Shauna Neary Juges de lignes : Yulia Lavelina et Michelle Müller |
| 4 min            | Pénalités                                                    | 8 min            |                                                       | Arbitrage : Shauna Neary Juges de lignes : Yulia Lavelina et Michelle Müller |
| 45               | Tirs                                                         | 16               |                                                       | Arbitrage : Shauna Neary Juges de lignes : Yulia Lavelina et Michelle Müller |

| 7 décembre | Belgique | 3-4 (2-1, 0-1, 1-2) | Lituanie | Winter Sports Palace 150 spectateurs |

| Feuille de match | Feuille de match                                                                                     | Feuille de match            | Feuille de match | Feuille de match                                                                |
| ---------------- | --- | --------------------------- | --- | ------------------------------------------------------------------------------- |
|                  | L. Bosmans (F. Bosmans, Willemot) — 1 min Jenaer (Leirs) — 2 min 21 s - de Guchtenaere — 58 min 59 s | 1-0 2-0 2-1 2-2 2-3 2-4 3-4 | - Miuller (Jakavičienė) — 3 min 37 s Miuller (Maleckienė) — 25 min 33 s Miuller — 42 min 19 s Miuller (Kukanova, Maleckienė) — 44 min 18 s - | Arbitrage : Gabrielle Aston Juges de lignes : Lorna Beresford et Yulia Lavelina |
| Swinnen          | Gardiens                                                                                             | Simonsen                    | | Arbitrage : Gabrielle Aston Juges de lignes : Lorna Beresford et Yulia Lavelina |
| 2 min            | Pénalités                                                                                            | 2 min                       | | Arbitrage : Gabrielle Aston Juges de lignes : Lorna Beresford et Yulia Lavelina |
| 38               | Tirs                                                                                                 | 8                           | | Arbitrage : Gabrielle Aston Juges de lignes : Lorna Beresford et Yulia Lavelina |

| 7 décembre | Afrique du Sud | 2-1 (0-0, 1-0, 1-1) | Hong Kong | Winter Sports Palace 220 spectateurs |

| Feuille de match | Feuille de match                                                             | Feuille de match | Feuille de match             | Feuille de match                                                         |
| ---------------- | ---------------------------------------------------------------------------- | ---------------- | ---------------------------- | ------------------------------------------------------------------------ |
|                  | van Doesburgh (Brits) — 27 min 2 s - Schuurman (van Doesburgh) — 59 min 29 s | 1-0 1-1 2-1      | - A. Li — 47 min 24 s (SN) - | Arbitrage : Rita Rygh Juges de lignes : Ines Confidenti et Aino Härkönen |
| Swanpoel         | Gardiens                                                                     | Chau             |                              | Arbitrage : Rita Rygh Juges de lignes : Ines Confidenti et Aino Härkönen |
| 16 min           | Pénalités                                                                    | 10 min           |                              | Arbitrage : Rita Rygh Juges de lignes : Ines Confidenti et Aino Härkönen |
| 19               | Tirs                                                                         | 11               |                              | Arbitrage : Rita Rygh Juges de lignes : Ines Confidenti et Aino Härkönen |

| 7 décembre | Roumanie | 3-4 (pr) (0-1, 3-1, 0-1, 0-1) | Bulgarie | Winter Sports Palace 310 spectateurs |

| Feuille de match | Feuille de match                                                                                          | Feuille de match            | Feuille de match | Feuille de match                                                         |
| ---------------- | --- | --------------------------- | --- | ------------------------------------------------------------------------ |
|                  | - Oprea (Máthé) — 28 min 13 s (IN) Oprea (Csiszér, Popescu) — 31 min 13 s Csiszér (Barta) — 32 min 28 s - | 0-1 1-1 2-1 3-1 3-2 3-3 3-4 | Lisichkova (Stoyanova, Todorova) — 11 min 52 s - Metanova (Lisichkova) — 33 min 29 s Kotseva (Metanova, Todorova) — 58 min 30 s Metanova (Dilova, Lisichkova) — 64 min 27 s (SN) | Arbitrage : Laura White Juges de lignes : Michelle Müller et Nina Refset |
| Kurkó            | Gardiens                                                                                                  | Georgieva                   | | Arbitrage : Laura White Juges de lignes : Michelle Müller et Nina Refset |
| 26 min           | Pénalités                                                                                                 | 35 min                      | | Arbitrage : Laura White Juges de lignes : Michelle Müller et Nina Refset |
| 23               | Tirs | 27                          | | Arbitrage : Laura White Juges de lignes : Michelle Müller et Nina Refset |

| 8 décembre | Hong Kong | 1-8 (0-2, 1-6, 0-0) | Belgique | Winter Sports Palace 35 spectateurs |

| Feuille de match                     | Feuille de match                   | Feuille de match                               | Feuille de match | Feuille de match                                                                 |
| ------------------------------------ | ---------------------------------- | ---------------------------------------------- | --- | -------------------------------------------------------------------------------- |
|                                      | - Ip (Wong, Leung) — 25 min 10 s - | 0-1 0-2 0-3 1-3 1-4 1-5 1-6 1-7 1-8            | Maka (F. Bosmans) — 1 min 5 s F. Bosmans (van Calster) — 19 min 15 s (SN) Maka (van Calsters) — 21 min 59 s - de Guchtenaere (Willemot, Clincke) — 26 min 1 s L. Bosmans (van Calster) — 27 min 14 s van Calster (Maka, L. Bosmans) — 29 min 19 s (2 SN) F. Bosmans (van Calster, Leyen) — 30 min 12 s (SN) van Calster (Leyen, L. Bosmans) — 30 min 38 s (SN) | Arbitrage : Shauna Neary Juges de lignes : Aino Härkönen et Anastasia Tanasevich |
| Fok (30 min 12 s) Chau (29 min 48 s) | Gardiens                           | Swinnen (41 min 56 s) de Wageneer (18 min 4 s) | | Arbitrage : Shauna Neary Juges de lignes : Aino Härkönen et Anastasia Tanasevich |
| 14 min                               | Pénalités                          | 12 min                                         | | Arbitrage : Shauna Neary Juges de lignes : Aino Härkönen et Anastasia Tanasevich |
| 4                                    | Tirs                               | 37                                             | | Arbitrage : Shauna Neary Juges de lignes : Aino Härkönen et Anastasia Tanasevich |

| 8 décembre | Lituanie | 2-4 (0-1, 1-0, 1-3) | Roumanie | Winter Sports Palace 150 spectateurs |

| Feuille de match | Feuille de match                                                           | Feuille de match        | Feuille de match | Feuille de match                                                                |
| ---------------- | -------------------------------------------------------------------------- | ----------------------- | --- | ------------------------------------------------------------------------------- |
|                  | - Miuller (Maleckienė) — 39 min 15 s - Šeršniova (Miuller) — 56 min 55 s - | 0-1 1-1 1-2 2-2 2-3 2-4 | Antal — 9 min 17 s - Csiszér (Bálint) — 50 min 39 s - Oprea (Máthé, Popescu) — 58 min 39 s (SN) Oprea (Csiszér) — 59 min 55 s | Arbitrage : Gabrielle Aston Juges de lignes : Ines Confidenti et Yulia Lavelina |
| Simonsen         | Gardiens                                                                   | Kurkó                   | | Arbitrage : Gabrielle Aston Juges de lignes : Ines Confidenti et Yulia Lavelina |
| 14 min           | Pénalités                                                                  | 10 min                  | | Arbitrage : Gabrielle Aston Juges de lignes : Ines Confidenti et Yulia Lavelina |
| 10               | Tirs                                                                       | 34                      | | Arbitrage : Gabrielle Aston Juges de lignes : Ines Confidenti et Yulia Lavelina |

| 8 décembre | Bulgarie | 1-2 (1-0, 0-0, 0-2) | Afrique du Sud | Winter Sports Palace 360 spectateurs |

| Feuille de match | Feuille de match                             | Feuille de match | Feuille de match                                                              | Feuille de match                                                           |
| ---------------- | -------------------------------------------- | ---------------- | ----------------------------------------------------------------------------- | -------------------------------------------------------------------------- |
|                  | Metanova (Popova, Stoyanova) — 14 min 22 s - | 1-0 1-1 1-2      | - Herringer (I. Marais) — 51 min 42 s Keuler (Schuurman, Rhode) — 55 min 22 s | Arbitrage : Rita Rygh Juges de lignes : Lorna Beresford et Michelle Müller |
| Georgieva        | Gardiens                                     | Swanpoel         |                                                                               | Arbitrage : Rita Rygh Juges de lignes : Lorna Beresford et Michelle Müller |
| 24 min           | Pénalités                                    | 6 min            |                                                                               | Arbitrage : Rita Rygh Juges de lignes : Lorna Beresford et Michelle Müller |
| 22               | Tirs                                         | 20               |                                                                               | Arbitrage : Rita Rygh Juges de lignes : Lorna Beresford et Michelle Müller |

| 10 décembre | Afrique du Sud | 4-2 (1-1, 2-1, 1-0) | Lituanie | Winter Sports Palace 150 spectateurs |

| Feuille de match | Feuille de match | Feuille de match        | Feuille de match                                                      | Feuille de match                                                                   |
| ---------------- | --- | ----------------------- | --------------------------------------------------------------------- | ---------------------------------------------------------------------------------- |
|                  | Rhode — 4 min 48 s - Keuler (Schuurman) — 23 min 55 s I. Marais (Schuurman, van Doesburgh) — 30 min 43 s - Rhode (Schuurman, van Doesburgh) — 41 min 54 s | 1-0 1-1 2-1 3-1 3-2 4-2 | - Miuller — 12 min 9 s - Burneikaitė (Šeršniova) — 39 min 32 s (SN) - | Arbitrage : Laura White Juges de lignes : Ines Confidenti et Anastasiya Tanasevich |
| Swanpoel         | Gardiens | Simonsen                |                                                                       | Arbitrage : Laura White Juges de lignes : Ines Confidenti et Anastasiya Tanasevich |
| 2 min            | Pénalités | 10 min                  |                                                                       | Arbitrage : Laura White Juges de lignes : Ines Confidenti et Anastasiya Tanasevich |
| 43               | Tirs | 9                       |                                                                       | Arbitrage : Laura White Juges de lignes : Ines Confidenti et Anastasiya Tanasevich |

| 10 décembre | Hong Kong | 0-5 (0-1, 0-3, 0-1) | Bulgarie | Winter Sports Palace 250 spectateurs |

| Feuille de match | Feuille de match | Feuille de match    | Feuille de match | Feuille de match                                                       |
| ---------------- | ---------------- | ------------------- | --- | ---------------------------------------------------------------------- |
|                  |                  | 0-1 0-2 0-3 0-4 0-5 | Zareva (Dimitrova, Popova) — 9 min 58 s Popova (Stoyanova, Zareva) — 20 min 30 s Metanova — 21 min 59 s Metanova — 35 min 56 s Metanova (Lisichkova, Stoyanova) — 45 min 19 s (SN) | Arbitrage : Rita Rygh Juges de lignes : Lorna Beresford et Nina Refset |
| Chau             | Gardiens         | Georgieva           | | Arbitrage : Rita Rygh Juges de lignes : Lorna Beresford et Nina Refset |
| 6 min            | Pénalités        | 16 min              | | Arbitrage : Rita Rygh Juges de lignes : Lorna Beresford et Nina Refset |
| 8                | Tirs             | 23                  | | Arbitrage : Rita Rygh Juges de lignes : Lorna Beresford et Nina Refset |

| 10 décembre | Roumanie | 2-4 (1-1, 0-3, 1-0) | Belgique | Winter Sports Palace 180 spectateurs |

| Feuille de match                        | Feuille de match                                              | Feuille de match        | Feuille de match | Feuille de match                                                           |
| --------------------------------------- | ------------------------------------------------------------- | ----------------------- | --- | -------------------------------------------------------------------------- |
|                                         | Voicu (Cziszér) — 13 min 37 s - Voicu (Cziszér) — 59 min 11 s | 1-0 1-1 1-2 1-3 1-4 2-4 | - F. Bosmans (van Calster) — 17 min 48 s de Guchtenaere (Clincke) — 24 min 28 s de Guchtenaere (Leyen) — 31 min 9 s (SN) Maka (Leirs, F. Bosmans) — 37 min 12 s - | Arbitrage : Shauna Neary Juges de lignes : Aino Härkönen et Yulia Lavelina |
| Kurkó (37 min 12 s) Niciu (22 min 48 s) | Gardiens                                                      | Swinnen                 | | Arbitrage : Shauna Neary Juges de lignes : Aino Härkönen et Yulia Lavelina |
| 6 min                                   | Pénalités                                                     | 10 min                  | | Arbitrage : Shauna Neary Juges de lignes : Aino Härkönen et Yulia Lavelina |
| 24                                      | Tirs                                                          | 15                      | | Arbitrage : Shauna Neary Juges de lignes : Aino Härkönen et Yulia Lavelina |

## Classement
Pour les significations des abréviations, voir statistiques du hockey sur glace.
| Clt   | Équipe         | PJ | V | VP | D | DP | BP | BC | Diff | Pts |
| ----- | -------------- | -- | - | -- | - | -- | -- | -- | ---- | --- |
| +001, | Afrique du Sud | 5  | 4 | 0  | 1 | 0  | 16 | 18 | -2   | 12  |
| +002, | Belgique       | 5  | 3 | 0  | 2 | 0  | 22 | 13 | +9   | 9   |
| +003, | Roumanie (R)   | 5  | 2 | 1  | 1 | 1  | 22 | 15 | +7   | 9   |
| +004, | Bulgarie       | 5  | 2 | 1  | 2 | 0  | 14 | 10 | +4   | 8   |
| +005, | Lituanie       | 5  | 2 | 0  | 3 | 0  | 13 | 14 | -1   | 6   |
| +006, | Hong Kong      | 5  | 0 | 0  | 4 | 1  | 4  | 21 | -17  | 1   |

- Promu en Division IIB en 2021

## Récompenses individuelles
Équipe type IIHF :
- Meilleure gardienne : Emilie Simonsen (Lituanie)
- Meilleure défenseure : Donne van Doesburgh (Afrique du Sud)
- Meilleure attaquante : Klara Miuller (Lituanie)

## Statistiques individuelles
Pour les significations des abréviations, voir statistiques du hockey sur glace.
| Clt | Joueuse              | Équipe         | PJ | B | A | Pts | Pun | +/- |
| --- | -------------------- | -------------- | -- | - | - | --- | --- | --- |
| 1   | Klara Miuller        | Lituanie       | 5  | 9 | 1 | 10  | 10  | +4  |
| 2   | Chloe Schuurman      | Afrique du Sud | 5  | 4 | 6 | 10  | 4   | +7  |
| 3   | Lotte de Guchtenaere | Belgique       | 5  | 8 | 1 | 9   | 2   | 0   |
| 4   | Timea Csiszer        | Roumanie       | 5  | 4 | 5 | 9   | 4   | +8  |
| 5   | Veronika Meatnova    | Bulgarie       | 5  | 7 | 1 | 8   | 4   | +2  |
| 6   | Dalene Rhode         | Afrique du Sud | 5  | 5 | 3 | 8   | 8   | +5  |
| 6   | Ana Voicu            | Roumanie       | 5  | 5 | 3 | 8   | 20  | +6  |
| 8   | Fernke Bosmans       | Belgique       | 5  | 4 | 4 | 8   | 2   | +4  |
| 9   | Tina Lisichkova      | Bulgarie       | 5  | 3 | 4 | 7   | 12  | 0   |
| 10  | Chinouk van Calster  | Belgique       | 5  | 2 | 5 | 7   | 0   | +6  |

| Clt | Joueuse            | Équipe         | PJ | Min          | BC | Moy  | %Arr  | Bl |
| --- | ------------------ | -------------- | -- | ------------ | -- | ---- | ----- | -- |
| 1   | Emilie Simonsen    | Lituanie       | 5  | 300 min      | 14 | 2,80 | 92,71 | 0  |
| 2   | Paulina Georgieva  | Bulgarie       | 5  | 303 min 22 s | 10 | 1,98 | 90,20 | 1  |
| 3   | Chau Sumi          | Hong Kong      | 4  | 213 min 27 s | 10 | 2,81 | 87,80 | 0  |
| 4   | Shaylene Swanepoel | Afrique du Sud | 5  | 266 min 20 s | 14 | 3,15 | 83,91 | 0  |
| 5   | Andrea Kurko       | Roumanie       | 4  | 198 min 19 s | 11 | 3,33 | 81,03 | 0  |
| 6   | Charlotte Swinnen  | Belgique       | 5  | 280 min 22 s | 13 | 2,78 | 80,30 | 0  |

Nota : seules sont classées les gardiennes ayant joué au minimum 40 % du temps de jeu de leur équipe.